# Фёдорова, Александра Анатольевна
Александра Анатольевна Фёдорова (родилась 23 февраля 1987) — российская спортсменка-гребчиха, чемпионка Европы 2015 года, чемпионка Универсиады 2013 года по академической гребле.

## Биография
Участница трёх чемпионатов мира в гонках восьмёрок: 2013 – 8-е место, 2014 – 5-е место, 2015 – 5-е место.
Участница шести чемпионатов Европы. В 2009 в соревнованиях четвёрок с рулевым стала 5-й, после выступала в составе российской восьмёрки. Чемпионка Европы 2015 года, дважды бронзовая призёрка (2013 и 2016), в 2012 – 5-е место, в 2014 – 8-е место.
Чемпионка Универсиады в Казани в гонке четвёрок без рулевого.

## Семья
Отец — Анатолий Фёдоров (1936—2012) — заслуженный тренер СССР по академической гребле.